# Подвійна зірка (роман)
«Подвійна Зірка» (англ. Double Star) — науково-фантастичний роман Роберта Гайнлайна, вперше виданий частинами у журналі Astounding Science Fiction (лютий, березень, квітень 1956 року) і опублікований у твердій палітурці того ж року. Він отримав премію Г'юго за найкращий роман 1956 року (перша така премія автора).

## Короткий сюжет
Історія, яка розповідається від першої особи, концентрується довкола актора-невдахи Лоуренса Сміта (сценічне ім'я Лоренцо Смайт, чи «Великий Лоренцо»). Блискучий актор і мім (або так каже сам Сміт), він існує на останні копійки, коли космонавт наймає його стати двійником невизначеного громадського діяча. Лише тоді, коли він перебуває на шляху до Марса, що він дізнається, що йому доведеться вдавати з себе одного з найяскравіших політиків у Сонячній системі (і того, з чиїми поглядами Сміт глибоко не згоден): Джона Джозефа Бонфорта. Бонфорт є лідером Експансіоністської коаліції, як на той час не при владі, але має значні шанси змінити це на наступних загальних виборах. Бонфорта викрадено його політичними супротивниками, і його помічники хочуть, щоб Сміт зобразив Бонфорта, поки вони намагаються знайти його.
Бонфорта рятують, але стан його здоров'я поганий через поводження з ним під час його ув'язнення. Це змушує Сміта продовжити гру, навіть стати тимчасовим Верховним Міністром і взяти участь у виборах (його гра правдоподібна завдяки великій картотеці (фарлі-файлам) Бонфорта). Центральною політичною проблемою на виборах є надання права голосу марсіанам у домінованій людьми Сонячній системі. Лоренцо поділяє анти-марсіанські упередження, поширені серед більшої частини населення Землі, але він втілює персону найвідомішого борця за права марсіан. Сміт набуває не тільки зовнішнього вигляду Бонфорта, але й деяких аспектів його особистості.
У момент перемоги на виборах, Бонфорт помирає від наслідків його викрадення і Сміт бере його роль на все життя. У ретроспективному фіналі, через двадцять п'ять років, Сміт відкриває, що він писав оповідання від першої особи як терапію. Лоренцо став Бонфортом, пригнітивши свою особистість назавжди. Він був у цілому успішним і втілював ідеали Бонфорта в міру своїх здібностей. Пенні (секретар, яка обожнювала Бонфорта, а тепер дружина Сміта) говорить, що «вона ніколи не любила нікого іншого».

## Політична система
Політична система, яка зображується в книзі, — це конституційна монархія, де Оранська династія зведена у роль імперської влади Сонячної системи. Імператор царює (але не править) з палацу на Місяці, тоді як реальною владою наділено Верховного Міністра, який повинен отримати підтримку Великого Зібрання. Вибори в Зібрання проводяться як у парламентській системі — не рідше одного разу на п'ять років, але вони можуть бути оголошені раніше, якщо прем'єр-міністр ухвалить таке рішення, або якщо він втратить довіру.
США згадуються спочатку в невизначеному статусі асоційованого члена, а згодом отримують повне членство. У системі, США підтримує повну внутрішню автономію і вочевидь є потужним голосом в Імперії; Бонфорт сам американець.
Законодавча влада належить Великому Зібранню, яке також засідає на Місяці (де розташована Імперська бюрократія); більшість членів представляють округи Землі або іншої планети, а інші члени представляють виборчі округи, не прив'язані до якого-небудь географічного місця; наприклад, один представляє космічних пілотів, інший — жінок університету без певного округу. Як і в Британській системі, представники не обов'язково повинні жити в своєму районі або бути членом географічного округу. Кандидати на вакантні місця визначаються центральним офісом партії. У час, описаний у романі, інопланетяни не можуть бути членами Зібрання — хоча вони можуть брати участь у виборах представників — і Бонфорт пообіцяв скасувати це. Післямова дає зрозуміти, що він це зробив, хоча його партія в результаті втратила владу.

## Сприйняття критиками
Відомий письменник-фантаст і критик Джеймс Бліш не любив Гайнлайна за його оповідання від першої особи у ряді романів. Однак пишучи в 1957 році, Бліш стверджує, що «єдина перша особа-розповідач, створена Гайнлайном, яка є живою, повністю незалежною людиною — Великий Лоренцо у „Подвійній Зірці“. Лоренцо повністю прописаний аж до дитинства — вплив батька на те, що він думає, є одним з найсильніших мотивів в сюжеті — і його зростання під тиском узгоджується з його характером, а не чиїмсь іншим.»
Рецензент журналу «Galaxy» Флойд К. Гейл похвалив роман, вважаючи його «чудовим прикладом здатності Гайнлайна взяти один з найдавніших сюжетів у літературі … і створити з нього приємний досвід читання.» Визнаючи «певні застереження, навіть розчарування,» Ентоні Бучер тим не менш прийшов до висновку, що Гайнлайн створював «просто приємно-розважальний світ роману, і в цьому він досяг успіху чудово.»
На Worldcon 1957 року роман отримав премію Гюго за найкращий Роман попереднього року (перша така премія Гайнлайна).
У 2012 році роман був обраний для включення в двотомник Бібліотеки Америки «American Science Fiction: Nine Classic Novels of the 1950s» під редакцією Гері К. Вулфа.